# ناگهانی
ناگهانی (انگلیسی: Suddenly) یک فیلم دلهره‌آور کانادایی به کارگردانی اووه بول با بازی ری لیوتا و دامینیک پرسل که در سال ۲۰۱۳ منتشر شد.
این یک بازسازی آزاد از فیلمی به همین نام محصول ۱۹۵۴ است.

## داستان
«بارون» (دامینیک پرسل) چهار قاتل را هدایت می‌کند تا جعل هویت مأموران سرویس مخفی به منظور فرماندهی خانه الن (ارین کارپلوک)، که آنها قصد دارند از آن برای ترور رئیس‌جمهور با تفنگ تک تیرانداز در سفرش به شهر کوچک ناگهان استفاده کنند، واشینگتن بارون و افرادش پلیس‌های محلی را فریب می‌دهند به جز معاون تاد شاو (ری لیوتا) که یک قهرمان سابق جنگ است.